# Cesoia rotante
La cesoia rotante è un sistema di taglio trasversale utilizzato nell'industria.
Esistono sistemi per il taglio di diversi materiali, ferrosi, plastici, carta. La caratteristica comune è che il taglio viene effettuato con il materiale in movimento. Poiché il taglio deve avvenire con velocità relativa nulla, tra lama e materiale, si utilizza un apposito sistema per movimentare la lama e muoverla insieme al materiale.
Le cesoie rotanti hanno come caratteristica la velocità. Si raggiungono velocità della linea dell'ordine delle centinaia di metri al minuto.

## Principio di funzionamento

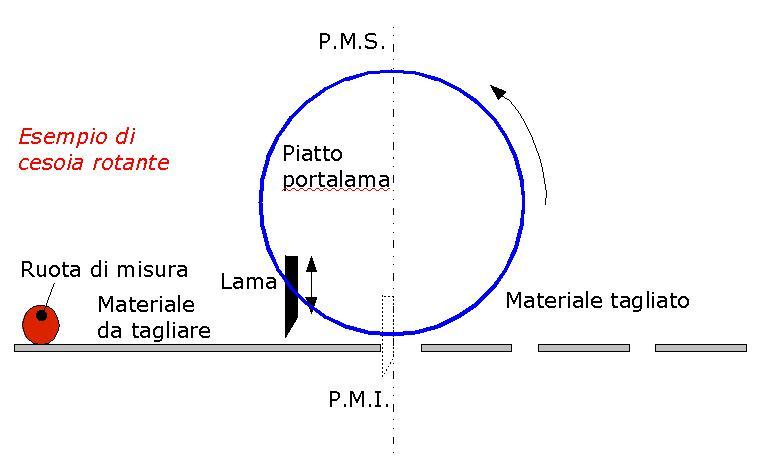

Una lama, usata per il taglio, ruota su un tamburo detto piatto portalama. Se necessario, la lama viene mantenuta verticale da un opportuno cinematismo.
Il materiale da tagliare avanza a velocità costante; il taglio avviene quando il coltello, durante il suo moto circolare in senso antiorario, viene a contatto con il materiale (in un punto detto «di inizio taglio») e quindi lo penetra, sino a dividerlo completamente.
Il movimento del tamburo viene regolato per far sì che al prossimo arrivo della lama al punto di inizio taglio sia transitata una lunghezza di materiale pari alla lunghezza di taglio voluta, e viene dettato da una ruota di misura che, appoggiata al materiale, ne misura l'avanzare.
Dato il movimento circolare, la lama ha una velocità rispetto al materiale che dipende sia dalla velocità del tamburo, (velocità angolare) che dal suo angolo rispetto al PMS.
Perché il taglio avvenga senza strappi, nel settore di interferenza tra lama e materiale, la velocità del tamburo viene regolata per avere la proiezione della velocità della lama sul materiale pari a quella del materiale. Questo dà luogo al tipico andamento della velocità in questo settore.
A taglio finito (al PMI) in taluni casi (per esempio nel taglio di metallo) è opportuno allontanare il tagliente dalla testa del materiale. Questo evita interferenze col materiale a monte della lama. Questo avanzamento è detto Gap